# We Can’t Dance Tour
Die We Can’t Dance Tour war eine Tournee der britischen Progressive-Rock-Band Genesis, die zur Promotion ihres Albums We Can’t Dance (1991) diente. Sie fand zwischen Mai und November 1992 mit Konzerten in Nordamerika und Europa statt. Es war die erste Tournee der Gruppe seit fast fünf Jahren und gleichzeitig die vorerst letzte mit ihrem langjährigen Frontmann Phil Collins, der Genesis 1996 verließ.

## Hintergrund

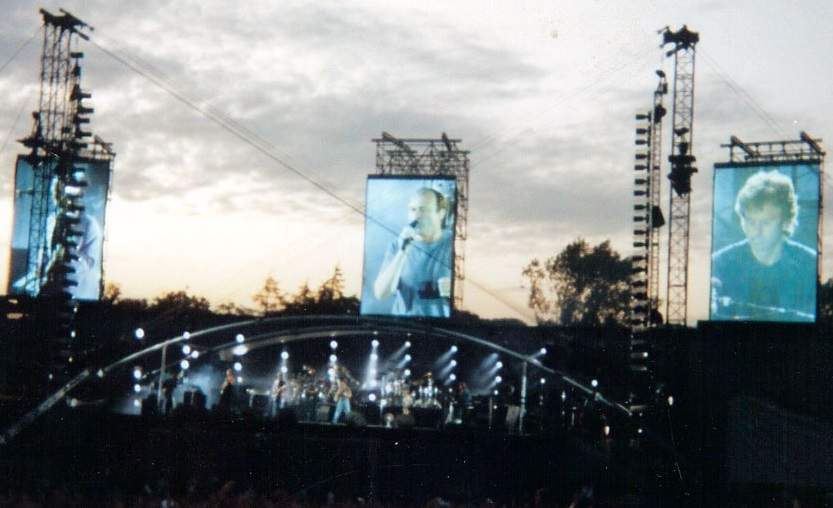
Genesis während eines Auftritts beim Knebworth Festival am 2. August 1992

Mit dem Auftaktkonzert am 8. Mai 1992 starteten Genesis ihre weltweit erfolgreiche Tournee in Dallas. Das Tourfinale fand am 17. November des gleichen Jahres im britischen Wolverhampton statt. Bei den drei ausverkauften Konzerten im Niedersachsenstadion Hannover Mitte Juli 1992 entstanden Aufnahmen für die beiden Livealben The Way We Walk, Vol. 1 (The Shorts) (1992) und The Way We Walk, Vol. 2 (The Longs) (1993).
Um der Nachfrage gerecht zu werden, fand die Tour, wie schon die Invisible Touch Tour einige Jahre zuvor, fast ausschließlich in großen Hallen, Stadien und auf für Freiluftkonzerte geeigneten Freiflächen statt.
Bei der Konstruktion des Bühnenbilds für die Open-Air-Konzerte wurde anders als bei früheren Genesis-Tourneen auf die übliche Form der bekannten „Black Box“ verzichtet. Stattdessen würde eine Bühnenkonstruktion errichtet, die aus einem Bühnenboden aus Plexiglas und zu einem Bogen gewölbten Stahlrohren bestand, auf den Bogen konnte bei schlechtem Wetter schnell ein ebenfalls aus Plexiglas bestehender Regenschutz installiert werden. Schon bei der Invisible Touch Tour nutzten Genesis Videobildschirme, um auch dem Publikum in den hinteren Blöcken einen Einblick in das Bühnengeschehen zu ermöglichen. Der Einsatz von drei beweglichen 6 × 8 Meter großen Jumbotron-Bildschirmen, die auch zu einem riesigen Bildschirm kombiniert werden konnten, war jedoch bis dato ein Novum. Die Bildschirme zeigten nicht nur die von meistens neun Kameras aufgenommenen Bilder der Show, sondern auch Videoanimationen. Während des zweiten Teils des Liedes Domino wurde Phil Collins auf einer hydraulischen Plattform vor die Bildschirme gehoben und wurde so Teil der Animation.
Auch die von Genesis seit 1981 etablierten Varilites sorgten einmal mehr für die Bühnenbeleuchtung – teilweise wurden sie auch an Stahlseilen über der Bühne bewegt. Links und rechts der Bühne befanden sich zwei Lautsprechertürme mit jeweils etwa 53.000 Watt. Sie standen etwa 49 Meter voneinander entfernt, boten auf diese Weise eine bessere Stereoqualität und konnten je nach den Anforderungen der Akustik am Veranstaltungsort verschoben werden.
Phil Collins nutzte für seine Auftritte erstmals auf dieser Tournee das sogenannte In-Ear-Monitoring-System, was seiner Meinung nach dazu führte, dass er harmonischer und müheloser singen konnte als zuvor, da er das Gefühl hatte, ständig mit dem Sound der Band zu „kämpfen“.
Nach dem vorläufigen Abschlusskonzert am 2. August 1992 in Knebworth, das von mehreren Fernsehsendern europaweit übertragen wurde, entschieden sich Genesis dazu, im Herbst eine zusätzliche Konzertreihe für ihre Fans in Großbritannien zu geben, da sie während der Europatournee im Sommer dort lediglich zwei Shows gespielt hatten.
Das Besondere an diesen Konzerten war, dass Genesis nur in kleinen Theatern mit einem Fassungsvermögen von meist nicht mehr als 3.000 Zuschauern spielten. Aus Platzgründen und aufgrund der intimeren Atmosphäre benutzten Genesis hier eine ausschließlich aus Varilites bestehende Bühnenbeleuchtung. Die Ausnahme bildeten hier die sechs Auftritte im Londoner Earls Court, die für das 1993 veröffentlichte Konzert-Kaufvideo The Way We Walk Live aufgezeichnet wurden und bei denen wieder die große Bühne der Open-Air-Shows zum Einsatz kam.

## Setlist
Die Band entschied sich für eine ausgewogene Setlist, die sowohl aktuelle Hits als auch das ambitioniertere Material aus den 1970ern (letzteres im sogenannten Old Medley zusammengefasst) enthielt. Mit dem Titel Fading Lights spielten Tony Banks, Phil Collins und Mike Rutherford auf der Bühne erstmals einen Titel zu dritt. Das Drum Duet zwischen Collins und Chester Thompson wurde neu arrangiert und erstmals als eigenständiges Stück gespielt (auf den Tourneen zuvor diente es stets als Übergang zu Los Endos, das 1992 nicht gespielt wurde.) Auch auf das in Turn It On Again seit 1983 immer wieder integrierte 60er-Jahre-Medley wurde verzichtet.

### Beispiel-Setlist
- Land of Confusion
- No Son of Mine
- Driving the Last Spike
- Old Medley (Dance on a Volcano/The Lamb Lies Down on Broadway/The Musical Box/Firth of Fifth/I Know What I Like (In Your Wardrobe))
- Dreaming While You Sleep (8.–26. Mai 1992 und 23. Okt. – 8. Nov. 1992)
- Throwing It All Away (28. Mai – 23. Oktober 1992)
- Fading Lights
- Jesus He Knows Me
- The Carpet Crawlers (am 23. Okt. 1992)
- Home by the Sea/Second Home by the Sea
- Hold on My Heart
- Mama (8.–16. Mai 1992 und 28. Mai 1992)
- Domino
- Drum Duet
- I Can’t Dance

Zugaben:
- Tonight, Tonight, Tonight
- Invisible Touch
- Throwing It All Away (8.–26. Mai 1992)
- Turn It On Again

## Tourdaten
| Nr.                 | Datum               | Stadt               | Land                | Veranstaltungsort                  | geschätzte Besucherzahl | Anmerkungen                                                             |
| Leg 1 – Nordamerika | Leg 1 – Nordamerika | Leg 1 – Nordamerika | Leg 1 – Nordamerika | Leg 1 – Nordamerika                | Leg 1 – Nordamerika     | Leg 1 – Nordamerika                                                     |
| ------------------- | ------------------- | ------------------- | ------------------- | ---------------------------------- | ----------------------- | ----------------------------------------------------------------------- |
| 1                   | 8. Mai 1992         | Irving              | Vereinigte Staaten  | Texas Stadium                      | 65.000                  |                                                                         |
| 2                   | 9. Mai 1992         | Houston             | Vereinigte Staaten  | Astrodome                          | 40.000                  |                                                                         |
| 3                   | 16. Mai 1992        | Miami Gardens       | Vereinigte Staaten  | Joe Robbie Stadium                 | 42.117                  |                                                                         |
| 4                   | 17. Mai 1992        | Tampa               | Vereinigte Staaten  | Tampa Stadium                      | 74.000                  | aufgrund einer Stimmbandreizung bei Collins nach zwei Songs abgebrochen |
| 5                   | 19. Mai 1992        | Washington, D.C.    | Vereinigte Staaten  | Robert F. Kennedy Memorial Stadium | 47.000                  |                                                                         |
| 6                   | 21. Mai 1992        | Indianapolis        | Vereinigte Staaten  | Hoosier Dome                       | 60.129                  |                                                                         |
| 7                   | 22. Mai 1992        | Columbus            | Vereinigte Staaten  | Ohio Stadium                       | 71.550                  |                                                                         |
| 8                   | 24. Mai 1992        | Pontiac             | Vereinigte Staaten  | Pontiac Silverdome                 | 36.169                  |                                                                         |
| 9                   | 25. Mai 1992        | Cleveland           | Vereinigte Staaten  | Municipal Stadium                  | 49.184                  |                                                                         |
| 10                  | 26. Mai 1992        | Pittsburgh          | Vereinigte Staaten  | Three Rivers Stadium               | 42.790                  |                                                                         |
| 11                  | 28. Mai 1992        | Foxborough          | Vereinigte Staaten  | Foxboro Stadium                    | 40.982                  |                                                                         |
| 12                  | 29. Mai 1992        | Montréal            | Kanada              | Stade Olympique                    | 40.000                  |                                                                         |
| 13                  | 31. Mai 1992        | Philadelphia        | Vereinigte Staaten  | Veterans Stadium                   | 97.774                  |                                                                         |
| 14                  | 1. Juni 1992        | Philadelphia        | Vereinigte Staaten  | Veterans Stadium                   | 97.774                  |                                                                         |
| 15                  | 2. Juni 1992        | East Rutherford     | Vereinigte Staaten  | Giants Stadium                     | 97.311                  |                                                                         |
| 16                  | 3. Juni 1992        | East Rutherford     | Vereinigte Staaten  | Giants Stadium                     | 97.311                  |                                                                         |
| 17                  | 5. Juni 1992        | Syracuse            | Vereinigte Staaten  | Carrier Dome                       | 63.636                  | Gesamtbesucherzahl beider Shows am 5. und 7. Juni 1992                  |
| 18                  | 6. Juni 1992        | Toronto             | Kanada              | SkyDome                            | 55.770                  |                                                                         |
| 19                  | 7. Juni 1992        | Syracuse            | Vereinigte Staaten  | Carrier Dome                       | —                       |                                                                         |
| 20                  | 9. Juni 1992        | Madison             | Vereinigte Staaten  | Camp Randall Stadium               | 48.015                  |                                                                         |
| 21                  | 10. Juni 1992       | Minneapolis         | Vereinigte Staaten  | Hubert H. Humphrey Metrodome       | 60.000                  |                                                                         |
| 22                  | 12. Juni 1992       | Edmonton            | Kanada              | Commonwealth Stadium               | 60.081                  |                                                                         |
| 23                  | 14. Juni 1992       | Vancouver           | Kanada              | BC Place Stadium                   | 54.500                  |                                                                         |
| 24                  | 15. Juni 1992       | Tacoma              | Vereinigte Staaten  | Tacoma Dome                        | 17.601                  |                                                                         |
| 25                  | 18. Juni 1992       | Los Angeles         | Vereinigte Staaten  | Dodger Stadium                     | 56.000                  |                                                                         |
| 26                  | 19. Juni 1992       | Sacramento          | Vereinigte Staaten  | Hornet Stadium                     | 21.195                  |                                                                         |
| 27                  | 20. Juni 1992       | Oakland             | Vereinigte Staaten  | Oakland–Alameda County Coliseum    | 41.236                  | Day on the Green                                                        |
| 28                  | 23. Juni 1992       | Ames                | Vereinigte Staaten  | Cyclone Stadium                    | 32.090                  |                                                                         |
| 29                  | 24. Juni 1992       | Tinley Park         | Vereinigte Staaten  | World Music Theatre                | 47.692                  |                                                                         |
| 30                  | 25. Juni 1992       | Tinley Park         | Vereinigte Staaten  | World Music Theatre                | 47.692                  |                                                                         |
| Leg 2 – Europa      |                     |                     |                     |                                    |                         |                                                                         |
| 31                  | 28. Juni 1992       | Werchter            | Belgien             | Festivalweide                      | 60.000                  | Rock Werchter                                                           |
| 32                  | 30. Juni 1992       | Lyon                | Frankreich          | Espace Tony Garnier                | —                       |                                                                         |
| xx                  | 1. Juli 1992        | Lyon                | Frankreich          | Stade de Gerland                   | —                       | vorverlegt auf den 30. Juni 1992                                        |
| 33                  | 2. Juli 1992        | Paris               | Frankreich          | Hippodrome de Vincennes            | 85.000                  |                                                                         |
| 34                  | 3. Juli 1992        | Gelsenkirchen       | Deutschland         | Parkstadion                        | 70.000                  |                                                                         |
| 35                  | 4. Juli 1992        | Hockenheim          | Deutschland         | Hockenheimring                     | 130.000                 |                                                                         |
| xx                  | 5. Juli 1992        | München             | Deutschland         | Olympiastadion                     | —                       | verlegt auf den 17. Juli 1992                                           |
| xx                  | 7. Juli 1992        | Göteborg            | Schweden            | Ullevi Stadion                     | —                       | verlegt auf den 8. Juli 1992                                            |
| 36                  | 8. Juli 1992        | Göteborg            | Schweden            | Ullevi Stadion                     | 43.000                  |                                                                         |
| xx                  | 8. Juli 1992        | Gentofte            | Danemark            | Gentofte Stadion                   | —                       |                                                                         |
| 37                  | 10. Juli 1992       | Hannover            | Deutschland         | Niedersachsenstadion               | 180.000                 | Gesamtbesucherzahl der drei Shows am 10., 11. und 13. Juli 1992         |
| 38                  | 11. Juli 1992       | Hannover            | Deutschland         | Niedersachsenstadion               | 180.000                 | Gesamtbesucherzahl der drei Shows am 10., 11. und 13. Juli 1992         |
| 39                  | 12. Juli 1992       | Berlin              | Deutschland         | Maifeld                            | 60.000                  |                                                                         |
| 40                  | 13. Juli 1992       | Hannover            | Deutschland         | Niedersachsenstadion               | —                       |                                                                         |
| 41                  | 15. Juli 1992       | Mannheim            | Deutschland         | Maimarktgelände                    | 50.000                  |                                                                         |
| 42                  | 16. Juli 1992       | Wien                | Osterreich          | Praterstadion                      | 45.000                  |                                                                         |
| 43                  | 17. Juli 1992       | München             | Deutschland         | Olympiastadion                     | 65.000                  |                                                                         |
| xx                  | 18. Juli 1992       | Turin               | Italien             | Stadio delle Alpi                  | —                       |                                                                         |
| 44                  | 19. Juli 1992       | Nizza               | Frankreich          | Stade Charles-Ehrmann              | 50.000                  |                                                                         |
| 45                  | 20. Juli 1992       | Montpellier         | Frankreich          | Espace Grammont                    | 30.000                  |                                                                         |
| 46                  | 22. Juli 1992       | Lissabon            | Portugal            | Estádio José Alvalade              | 75.000                  |                                                                         |
| xx                  | 24. Juli 1992       | Madrid              | Spanien             | Estadio Vicente Calderón           | —                       |                                                                         |
| 47                  | 26. Juli 1992       | Basel               | Schweiz             | St. Jakob-Stadion                  | 56.000                  |                                                                         |
| 48                  | 27. Juli 1992       | Köln                | Deutschland         | Müngersdorfer Stadion              | 55.000                  |                                                                         |
| 49                  | 28. Juli 1992       | Rotterdam           | Niederlande         | Stadion Feijenoord                 | 50.000                  |                                                                         |
| 50                  | 29. Juli 1992       | Kiel                | Deutschland         | Nordmarksportfeld                  | 60.000                  |                                                                         |
| 51                  | 31. Juli 1992       | Leeds               | England             | Roundhay Park                      | 80.000                  |                                                                         |
| xx                  | 1. August 1992      | Stevenage           | England             | Knebworth Park                     | —                       | Knebworth Festival                                                      |
| 52                  | 2. August 1992      | Stevenage           | England             | Knebworth Park                     | 90.000                  | Knebworth Festival                                                      |
| Leg 3 – Europa      |                     |                     |                     |                                    |                         |                                                                         |
| 53                  | 23. Oktober 1992    | Southampton         | England             | Mayflower Theatre                  | 2.300                   |                                                                         |
| xx                  | 25. Oktober 1992    | Newport             | Wales               | Civic Centre                       | —                       | verlegt auf den 11. November 1992                                       |
| xx                  | 26. Oktober 1992    | Wolverhampton       | England             | Civic Hall                         | —                       | verlegt auf den 17. November 1992                                       |
| 54                  | 28. Oktober 1992    | Newcastle upon Tyne | England             | City Hall                          | 2.135                   |                                                                         |
| 55                  | 29. Oktober 1992    | Edinburgh           | Schottland          | Playhouse Theatre                  | 3.059                   |                                                                         |
| 56                  | 30. Oktober 1992    | Manchester          | England             | Apollo Theatre                     | 3.500                   |                                                                         |
| 57                  | 2. November 1992    | London              | England             | Earls Court                        | 120.000                 |                                                                         |
| 58                  | 3. November 1992    | London              | England             | Earls Court                        | 120.000                 |                                                                         |
| 59                  | 4. November 1992    | London              | England             | Earls Court                        | 120.000                 |                                                                         |
| 60                  | 6. November 1992    | London              | England             | Earls Court                        | 120.000                 |                                                                         |
| 61                  | 7. November 1992    | London              | England             | Earls Court                        | 120.000                 |                                                                         |
| 62                  | 8. November 1992    | London              | England             | Earls Court                        | 120.000                 |                                                                         |
| 63                  | 10. November 1992   | Paignton            | England             | Torbay Leisure Centre              | —                       |                                                                         |
| 64                  | 11. November 1992   | Newport             | Wales               | Civic Centre                       | 1.500                   |                                                                         |
| 65                  | 13. November 1992   | Nottingham          | England             | Theatre Royal                      | 1.186                   |                                                                         |
| 66                  | 15. November 1992   | Brighton            | England             | Brighton Centre                    | 4.270                   |                                                                         |
| 67                  | 16. November 1992   | London              | England             | Royal Albert Hall                  | 5.600                   | Concert for The Prince’s Trust                                          |
| 68                  | 17. November 1992   | Wolverhampton       | England             | Civic Hall                         | 3.404                   |                                                                         |

## Band
- Tony Banks: Keyboards, Hintergrundgesang
- Phil Collins: Gesang, Schlagzeug
- Mike Rutherford: Bass, Gitarre, Hintergrundgesang
- Daryl Stuermer: Gitarre, Hintergrundgesang
- Chester Thompson: Schlagzeug